# Giro dell'Appennino 1968
Il Giro dell'Appennino 1968, ventinovesima edizione della corsa, si svolse il 15 settembre 1969, su un percorso di 255 km. La vittoria fu appannaggio dell'italiano Gianni Motta, che completò il percorso in 6h42'43", precedendo i connazionali Roberto Ballini e Alberto Della Torre.
I corridori che partirono furono 60, mentre coloro che tagliarono il traguardo di Pontedecimo furono 23.

## Ordine d'arrivo (Top 10)
| Pos. | Corridore           | Squadra        | Tempo    |
| ---- | ------------------- | -------------- | -------- |
| 1    | Gianni Motta        | Molteni        | 6h42'43" |
| 2    | Roberto Ballini     | Max Meyer      | a 5'21"  |
| 3    | Alberto Della Torre | Filotex        | a 6'57"  |
| 4    | Michele Dancelli    | Pepsi Cola     | a 10'58" |
| 5    | Giancarlo Polidori  | Pepsi Cola     | s.t.     |
| 6    | Franco Bodrero      | Molteni        | s.t.     |
| 7    | Eraldo Bocci        | Germanvox-Wega | s.t.     |
| 8    | Aldo Moser          | Pepsi Cola     | s.t.     |
| 9    | Giuseppe Milioli    | Germanvox-Wega | a 12'14" |
| 10   | Claudio Michelotto  | Max Meyer      | a 13'47" |